# Test de dispersión de la cromatina espermática
El test de dispersión de la cromatina espermática: SCD (Sperm Chromatin Dispersion por sus siglas en inglés) es una técnica empleada para identificar y evaluar los espermatozoides que presentan daño en su ADN. Es decir, permite identificar aquellos espermatozoides que tienen su material genético (ADN) dañado y así diferenciarlos de los que no lo tienen. 
La integridad del material genético del espermatozoide, al igual que su concentración, motilidad y morfología, es un parámetro adicional que ayuda a evaluar la calidad de una muestra seminal. La presencia de roturas en la cadena del ADN del espermatozoide se conoce como “fragmentación del ADN espermático”.  Cuando esto ocurre, las posibilidades de obtener un embarazo a término son menores. 
Existen diversas causas que provocan daño en el ADN espermático. Entre las principales están: fallo en la reparación de nicks en el ADN, ataque de ROS (especies reactivas de oxígeno) al ADN y escasez de puentes disulfuro debido a un empaquetamiento alterado del ADN.
Este test permite establecer la proporción de espermatozoides con ADN fragmentado en el total de muestra analizada (índice de fragmentación; IF: proporción de espermatozoides con ADN fragmentado con respecto al total de espermatozoides analizados). El cálculo del IF en los pacientes es una información valiosa para seleccionar el método de reproducción asistida más eficaz para cada uno de ellos. 
Se estima que utilizando métodos de reproducción normales, un porcentaje de espermatozoides con ADN fragmentado superior al 30 % reduce o en algunos casos elimina la posibilidad de conseguir en embarazo a término (Evenson 2008). En estos casos, se aconseja el empleo de la técnica de fertilización in vitro (FIV)  o la inyección intracitoplasmática de espermatozoides (ICSI) donde se requiere una selección eficaz del espermatozoide que se utilizará para fertilizar el oocito. Las parejas que presentan infertilidad y con porcentajes menores a un 30% de espermatozoides con ADN fragmentado, se les aconseja el empleo de la técnica de inseminación intrauterina (IUI), que es la más natural, fácil y económica, a diferencia de las anteriormente mencionadas. Desde esta perspectiva, el test SCD complementa el estudio de la calidad seminal y posibilita la selección directa del mejor método de reproducción asistida cuando no existe factor femenino que condicione la fertilidad y evita el realizar ciclos con posibilidades de fallo de inseminación o bien de correcto desarrollo embrionario.

## Base de la técnica SCD
La base técnica de la prueba de SCD se basa en dos fenómenos: el primero es que las hebras de ADN que contienen roturas en su ADN son más fáciles de ser desnaturalizadas utilizando esos puntos de rotura. De hecho, los extremos de las roturas, que pueden ser de cadena sencilla o de cadena doble, son los orígenes de la desnaturalización cuando estos se enfrentan a un tratamiento de carácter ácido. El segundo fenómeno es que los bucles compactados de fibra de cromatina nuclear, compuestas de ADN y proteínas, se desempaquetan cuando se extraen proteínas nucleares. Este proceso de relajación de los bucles de cromatina tras un tratamiento desproteinizante da lugar a halos periféricos de cromatina/ADN que emanan del residuo nuclear central, según el modelo propuesto por Cook y Brazell en 1980.
 La prueba de SCD ha sido adaptada para visualizar el daño en los espermatozoides humanos y la metodología consta de tres pasos principales:  
1. Inclusión de los espermatozoides en una matriz inerte semisólida, tipo agar, sobre un portaobjetos.
2. Incubación de la muestra en un medio ácido para provocar la desnaturalización del ADN,
3. Tratamiento de los espermatozoides sometidos a desnaturalización con una solución de lisis para eliminar de forma controlada las proteínas nucleares. Las preparaciones obtenidas de esta forma, se fijan y deshidratan en una serie de alcoholes      (etanol al 70%, 90% y 100%) para proceder posteriormente a una tinción que se observa bajo el microscopio óptico tanto de campo claro (Figura a) como de fluorescencia (Figura b).

Una vez realizada la técnica, podemos observar tres tipos de espermatozoides:
- No fragmentados. En ellos se forma un halo característico de dispersión de los bucles de ADN en torno a un núcleo denso central.
- Fragmentados. Los halos no aparecen o bien son de un tamaño muy reducido.
- Degradados. Espermatozoides sin halo, con núcleo desorganizado.

Este comportamiento diferencial de la cromatina es la base del test SCD. La fácil y clara discriminación entre los tres tipos de espermatozoides permite, en algunos casos, establecer un posible diagnóstico clínico sobre algunas patologías relacionadas con el aparato reproductor masculino. Así, la presencia de niveles altos de espermatozoides degradados se encuentra asociada a un síndrome, bastante común y muchas veces no diagnosticado, como es el varicocele (Enciso et al. 2006, García Peiró et al. 2011).
La técnica de SCD se puede usar también para el estudio de muestras seminales de otros mamíferos, peces o insectos, pero en todos los casos los protocolos de desproteinización han de ser adaptados a cada especie, dado que las proteínas que intervienen en el empaquetamiento del ADN tienen diferente naturaleza. (Johnston et al 2009, López-Fernández et al 2009, Zee et al. 2009, López-Fernández et al. 2010, Pérez-Llano et al. 2010, González-Marín et al. 2011).

## Aplicaciones de la técnica SCD
- Análisis de la frecuencia de espermatozoides con ADN fragmentado. (Fernández et al.2005,[11]  Fernández et al.2011,[12] García Peiró et al. 2011[4])
- Análisis simultáneo de daño en el ADN y presencia de aneuploidías. (Muriel et al, 2007)[13]
- Análisis simultáneo de daño en el ADN y de 8-oxoguanosina, provocados por estrés oxidativo. (Santiso et al. 2010)[14]
- Análisis simultáneo de daño en el ADN y metilación de residuos de citosina.
- Análisis simultáneo de daño en el ADN y cambios en la matriz proteica del espermatozoide. (de la Torre et al. 2007)[15]
- Técnica de elección en situaciones de oligospermia severa.
- Selección de donantes de semen (Gosálvez et al. 2009)[16]
- Control de calidad de las técnicas de laboratorio de andrología.
- Diagnóstico y seguimiento de varicocele. (Enciso et al. 2006{\displaystyle ^{3}}, García Peiró et al. 2011)[4]
- Evaluación del impacto de infecciones bacterianas del tracto genitourinario. (Gallegos et al. 2008,[17] González-Marín et al. 2011)[10]
- Evaluación del efecto de agentes tóxicos: tabaco, pesticidas, etc. (Viloria et al. 2007)[18]
- Estudios dinámicos de la evolución de la pérdida de calidad del ADN espermático. (López-Fernández et al. 2007,[19] 2010,[8] García Peiró et al. 2011)[5]

## Comparativa con otras técnicas
Los resultados del test SCD se correlacionan con los obtenidos con otro tipo de técnicas para analizar la fragmentación del ADN en el espermatozoide. Entre ellas, las más comunes son el TUNEL (Terminal deoxynucleotidyl transferase -TdT-mediated nick-end labelling),  el Sperm Chromatin Structure Assay (SCSA) y el ensayo de Cometa  (Chohan et al. 2006, García-Macías et al. 2007, Vélez de la Calle et al. 2008, Zhang et al. 2010).
Las ventajas e inconvenientes de cada una ella de ellas se recogen en la tabla 1.
| TÉCNICA       | VENTAJAS | INCONVENIENTES |
| ------------- | --- | --- |
| TUNEL         | - Requiere pocos espermatozoides - Evaluación mediante microscopía de fluorescencia o de campo claro, o mediante citometría - Disponible en kits | - Protocolos variables con resultados irregulares - Muy laborioso |
| Ensayo COMETA | - Requiere pocos espermatozoides - Evaluación mediante microscopía de fluorescencia | - Protocolos variables, con resultados irregulares - Muy laborioso - Equipamiento complejo - Requiere software de análisis complicado - Preparaciones no permanentes |
| SCSA          | - Larga experiencia - Correlaciones clínicas bien establecidas - Análisis mediante citometría | - Requiere equipamiento costoso - Resultado sensible a pequeñas variaciones externas - Requiere muchos espermatozoides - Preparaciones no permanentes                |
| SCD           | - Requiere pocos espermatozoides - Requiere equipamiento muy básico - Simple y rápido de ejecución - Evaluación mediante microscopía de campo claro o de fluorescencia, con posibilidad de análisis extensivo automatizado - Discriminación de diferentes categorías de daño del ADN, especialmente el nivel “degradado”, no reconocible por otros procedimientos - Preparaciones permanentes, revisables - Gran versatilidad: posibilidad de estudios simultáneos correlativos de anomalías cromosómicas, 5-metilcitosina, 8-oxoguanina y matriz nuclear residual - Protocolo único, disponible en kit | |